# Westdeutscher Rundfunk
Westdeutscher Rundfunk Köln (WDR, West German Broadcasting Cologne) é uma empresa de radiodifusão pública alemã fundada em 1955 com sede em Colônia. A emissora faz parte do conglomerado estatal da ARD.